# Artère ombilicale
L'artère ombilicale (ou artère ombilico-vésicale de Farabeuf) est une artère systémique paire. Leur anatomie et leur fonction varie entre la vie fœtale et après la naissance.

## Origine
L'artère ombilicale est une branche de l'artère iliaque interne.

## Trajet

### Artère ombilicale fœtale
Au stade fœtal, l'artère ombilicale est une artère de gros calibre qui traverse l'ombilic et suit le cordon ombilical jusqu'au placenta.
Elle véhicule le sang veineux pauvre en oxygène jusqu'au placenta pour le réoxygéner. 

### Artère ombilicale définitive
À la naissance, la partie terminale restante de la section du cordon forme à partir de la vessie la partie occluse de l'artère ombilicale. Elle devient le ligament ombilical médial.
La portion en amont reste ouverte et forme la partie perméable de l'artère ombilicale. Elle devient le tronc antérieur de l'artère iliaque interne. Elle donne naissance aux artères vésicales supérieures et chez l'homme, elle peut également donner l'artère du conduit déférent.